# Batalha do Vale de Sidim
A Batalha do Vale de Sidim ou Guerra dos Nove Reis, é uma batalha descrita no livro bíblico de Gênesis 14, no qual uma aliança de quatro reis do norte da Mesopotâmia guerreou contra cinco reis das cidades-estados da planície (Sidim). Esta é considerada uma das mais antigas guerras.
- Aliança Mesopotâmia: Quedorlaomer (Elão); Anrafel (Sinear); Arioque (Elasar), e; Tidal (Goim).[1][2][3]
- Aliança Planície (pentápole): Bera (Sodoma); Birsa (Gomorra); Sinabe (Admá); Semeber (Zeboim), e; o rei desconhecido (Belá/Zoar).[3][4]

## Narrativa
Na narrativa, quatro reis do Norte (Quedorlaomer; Anrafel / Hamurabi / Amar-Sim de Sinear; Arioque de Elasar / Larsa, e; Tidal, "rei das nações" / Tudália I de Goim) declararam guerra contra as cinco cidades-estados do vale de Sidim, o mar Morto no décimo quarto ano; pois as cidades desta planície (Sidim) foram fundadas para pagarem tributos durante doze anos à Elão (atual província de Ilam) mas no décimo terceiro ano fizeram um protesto.
No ano seguinte, Quedorlaomer levou sua coalizão de volta para a região, derrotando e subjugando muitos dos reinos vizinhos. Uma força aliada das Cidades da Planície, listadas como Sinabe, rei de Admá, um rei desconhecido de Belá (Zoar), Birsa, rei de Gomorra, Bera, rei de Sodoma e Semeber, rei de Zeboim, saiu ao encontro das forças de Quedorlaomer e uma batalha se iniciou na planície do Mar Morto. Derrotados, os reis de Sodoma e de Gomorra fugiram, e algumas das suas tropas caíram nos poços de betume que eram abundantes naquela área.

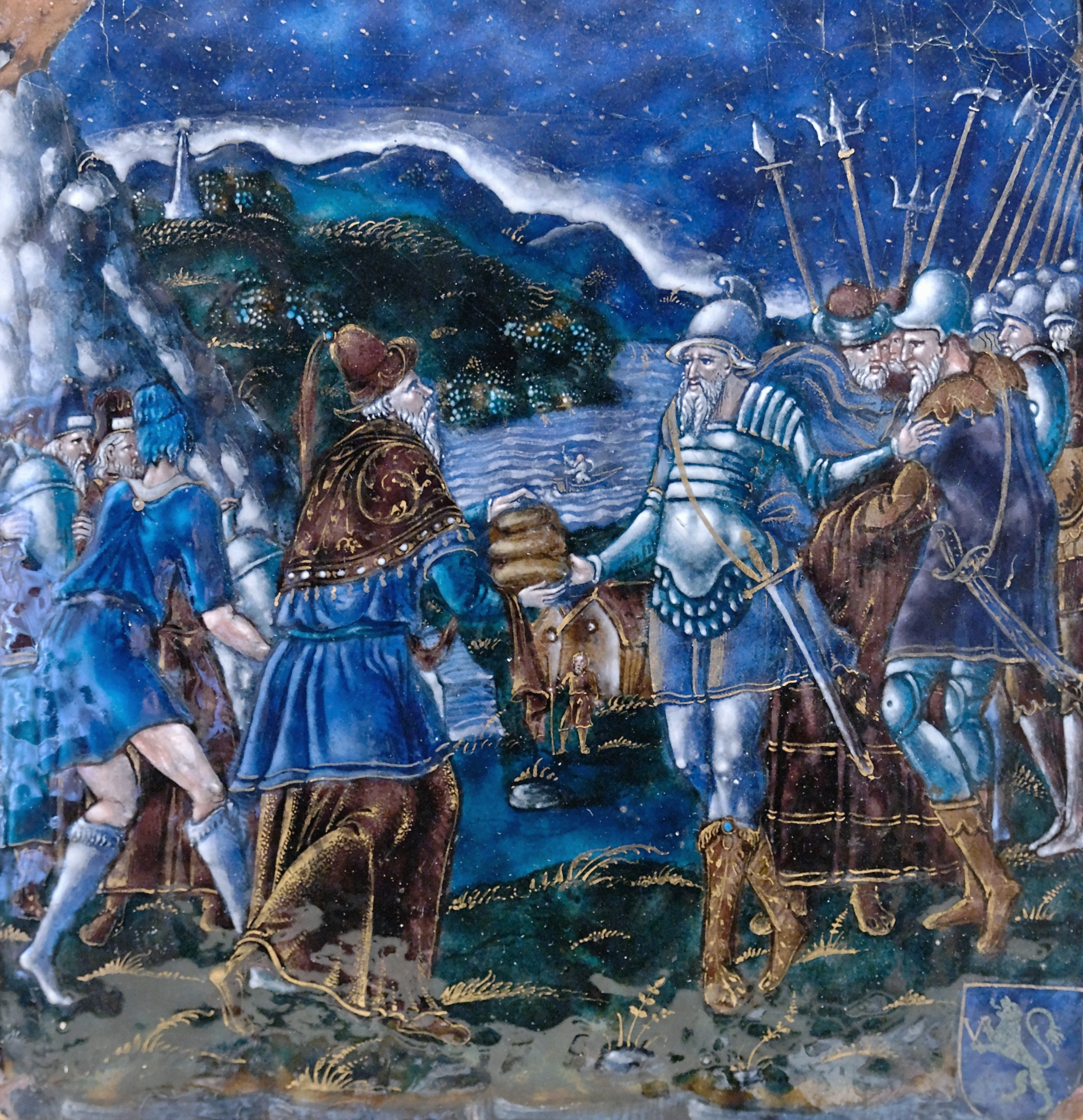
Após a batalha, Melquisedeque "trouxe pão e vinho" e abençoou Abrão.

Abrão após receber a notícia de que Ló, seu sobrinho, havia sido capturado pelo exército do rei Quedorlaomer, marchou com 318 homens até a Hoba (próximo à Damasco), onde os dividiu e resgatou Ló, além de recobrar os bens saqueados no fim da batalha (espólio de guerra). O rei Bera (Sodoma) foi ao encontro com Abrão no vale de Save, onde Melquisedeque, rei de Salém, abençoou Abrão e os bens de Bera foram devolvidos.

## Análise acadêmica

### Identificação de reis
Anrafel rei de Sinar (termo geral para Suméria ou Babilônia) foi considerado por alguns estudiosos como os escritores da Enciclopédia Católica (1907) e da Enciclopédia Judaica (1906) como um nome alternativo do famoso Hamurabi. O nome também está associado a Ibalpiel II de Esnuna. Recentemente, David Rohl identificou como Amar-Sim, rei da Terceira dinastia de Ur.
Acredita-se que Arioque tenha sido um rei de Larsa (Elasar é uma versão alternativa disso). Também foi sugerido que é URU KI, que significa "este lugar aqui".
Após a descoberta de documentos escritos na língua elamita e na língua babilônica, pensou-se que Quedorlaomer é uma transliteração do composto elamita Cudur-Lagamar, que significa servo de Lagamaru - uma referência a Lagamaru, uma divindade elamita cuja existência foi mencionada por Assurbanípal. No entanto, nenhuma menção de um indivíduo chamado Cudur-Lagamar ainda foi encontrada; as inscrições que se pensava conter este nome são agora conhecidas por terem nomes diferentes (a confusão surgiu devido a letras semelhantes). David Rohl identifica Quedorlaomer com um rei elamita chamado Cutir-Lagamar.
Tidal foi considerado uma transliteração de Tudália - referindo-se ao primeiro rei do Novo Reino Hitita (Tudália II) ou ao rei proto-hitita chamado Tudália I. Com o primeiro, o título de rei das nações se referiria aos aliados do reino hitita, como Amurru e Mitani; com o último, o termo "goim" tem o sentido de "eles, aquelas pessoas". O al (lit.  "seu poder") dá a sensação de um povo ou tribo ao invés de um reino. Daí td goyim (lit.  "essas pessoas criaram um estado e ampliaram seu poder").

### Contexto geopolítico

#### Alianças
Era prática comum vassalos/aliados acompanharem um rei poderoso durante suas conquistas. Por exemplo, em uma carta de cerca de 1 770 a.C. relatando um discurso com o objetivo de persuadir as tribos nômades a reconhecer a autoridade de Zinrilim de Mari:

Não há rei que possa ser poderoso sozinho. Dez ou quinze reis seguem Hamurabi, o homem da Babilônia; muitos seguem Rim-Sim, o homem de Larsa, Ibalpiel, o homem de Esnuna, e Amutepiel, o homem de Catna, e vinte reis seguem Iarinlim, o homem de Iamade.
A aliança de quatro estados governaria cidades/países que espalhavam-se por uma vasta área: de Elão (atual Irã), no extremo leste do Crescente Fértil, até a Anatólia, na extremidade oeste desta região. Por causa disso, há uma gama limitada de períodos de tempo que correspondem ao contexto geopolítico de Gênesis 14. Nesse relato, Quedorlaomer é descrito como o rei a quem as cidades da planície pagam tributo. Assim, Elão deve ser uma força dominante na região e os outros três reis seriam, portanto, vassalos de Elão e/ou parceiros comerciais.
O rei Quedorlaomer tinha interesses na região do vale de Sidim, onde passava a estrada de passagem ao Egito (1800 a.C.) das caravanas vindas da Arábia, além da exploração de betume extraído dos poços do vale.

#### Comércio
Houve períodos em que Elão se aliou a Mari por meio do comércio. Mari também tinha conexões com a Síria e a Anatólia, que, por sua vez, tinham conexão militar e político-cultural com Canaã (Oriente Próximo). O primeiro império registrado foi o de Sargão da Acádia (2270—2215 a.C.), que durou até seu neto, Narã-Sim.
Segundo Kenneth Anderson Kitchen, uma melhor concordância com as condições na época de Quedorlaomer é fornecida por Ur-Namu. Mari tinha ligações com o resto da Mesopotâmia (região do sistema fluvial Tigre–Eufrates) pelo comércio do Golfo já no período de Jemdet Nasr, mas uma expansão das conexões políticas com a Assíria não ocorreu até a época de Isbi-Erra. Os amorreus ou Martu também estavam ligados aos hititas da Anatólia pelo comércio.
O comércio entre a cultura harapã da Índia e o emdet Nasr floresceu entre c. 2000 - 1 700 a.C. Com o declínio da cidade-estado amorita Isim (próximo a Nipur), as fortunas da cidade suméria de Larsa - localizada entre Esnuna e Elão na província de Dicar - aumentou, até esta cidade ser derrotado por Hamurabi. Entre 1880 e 1 820 a.C., houve comércio assírio com a Anatólia, em particular do metal "anacum", provavelmente estanho.
A principal rota comercial entre a capital assíria Assur e a colônia Cultepe (província de Caiseri) corria entre os rios Tigre e o Eufrates que passava por Harã. O império do rei assírio Samsiadade I (1809—1782 a.C.) e Rim-Sim I incluía a maior parte do norte da Mesopotâmia; assim, Kenneth Kitchen conclui que este é o período em que a narrativa de Gênesis 14 se aproxima dos eventos da época de Samsiadade e Quedorlaomer.

#### Governantes da região emc.1 800 a.C.
Os governantes relevantes na região neste momento eram:
- O último rei de Isim, Damiquilisu, governou 1816-1 794 a.C.;[18]
- Rim-Sim I de Larsa governou 1822-1 763 a.C.;[18]
- O último rei de Uruque, Nabilisu, governou em 1 802 a.C.;[18]
- Na Babilônia, Hamurabi governou de 1792 a 1 750 a.C.;[18]
- Em Esnuna, Ibalpiel II governou por volta de 1 762 a.C.;[18]
- Em Elão havia um rei Cuduzulus;[18]
- Em Assur, Samsiadade I governou c. 1813-1 781 a.C.;[18]
- Em Mari, Iasmadade governou de 1796-1 780 a.C. seguido por Zinrilim de 1779-1 757 a.C..[18]

### Datando de eventos
Quando o cuneiforme foi decifrado pela primeira vez no século XIX, Theophilus Pinches traduziu algumas tábuas da Babilônia que faziam parte da coleção de Spartoli no Museu Britânico e acreditou ter encontrado nas "Tábuas de Quedorlaomer" os nomes de três dos "Reis do Oriente" nomeados em Gênesis 14. Como esta é a única parte de Gênesis que parece situar Abraão em uma história política mais ampla, parecia a muitos exegetas e assiriólogos do século XIX e início do século XX oferecer uma abertura para a data de Abraão, se os reis em questão só pudessem ser identificado.
Em 1887, Schrader foi o primeiro a propor que Anrafel poderia ser uma grafia alternativa para Hamurabi. O terminal -bi no final do nome de Hamurabi foi considerado paralelo a Anrafel, uma vez que o símbolo cuneiforme para -bi também pode ser pronunciado -pi. As tabuinhas eram conhecidas em que o símbolo inicial para Hamurabi, pronunciado como kh para produzir Camurabi, havia sido retirado, de modo que Amurapi era uma pronúncia viável. Se Hamurabi foi deificado durante sua vida ou logo depois (adicionando -il ao seu nome para significar sua divindade), isso produziria algo próximo ao Anrafel da Bíblia. Um pouco mais tarde, Jean-Vincent Scheil encontrou uma tábua no Museu Imperial Otomano em Istambul de Hamurabi a um rei chamado Cuder-Lagomer de Elão, que ele identificou com o mesmo nome na tábua de Pinches. Assim, no início de 1900, muitos estudiosos se convenceram de que os reis de Gênesis 14:1 foram identificados, resultando nas seguintes correspondências:
| Nome de Gênesis 14:1                                 | Nomes arqueológicos                      |
| ---------------------------------------------------- | ---------------------------------------- |
| Anrafel, rei de Sinar                                | Hamurabi (= "Amurapi"), rei da Babilônia |
| Arioque, rei de Elasar                               | Eriacu, rei de Larsa                     |
| Quedorlaomer, rei de Elão (= Codologomor na LXX )    | Cudur-Lagamar, rei de Elão               |
| Tidal, rei das nações (ou seja, goim, lit. "nações") | Tudúlu, filho de Gaza                    |

Hoje, essas tentativas de namoro são pouco mais do que uma curiosidade histórica. Por um lado, à medida que o consenso acadêmico sobre a história antiga do Oriente Próximo movia-se no sentido de colocar Hamurabi no final do século XVIII a.C. (ou mesmo mais tarde), e não no século XIX a.C., teólogos confessionais e evangélicos descobriram que tinham que escolher entre aceitar essas identificações ou aceitar o cronologia bíblica; a maioria não estava inclinada a afirmar que a Bíblia poderia estar errada e então começou a sincronizar Abrão com o império de Sargão I, e o trabalho de Schrader, Pinches e Scheil caiu em desgraça. Enquanto isso, pesquisas adicionais sobre a Mesopotâmia e a Síria no segundo milênio a.C. minaram as tentativas de amarrar Abraão a um século definido e tratá-lo como uma figura estritamente histórica e, embora linguisticamente não implausível, a identificação de Hamurabi com Anrafel é agora considerada insustentável.
Uma interpretação moderna de Gênesis 14 é resumida por Michael Astour no The Anchor Bible Dictionary (sv "Anrafel", "Arioque" e "Quedorlaomer"), que explica a história como um produto da propaganda anti-babilônica durante o cativeiro babilônico do século VI a.C. dos judeus:

Após a amplamente aceita, mas errada, identificação de Böhl de mTu-ud-hul-a com um dos reis hititas chamado Tudália, Tadmor encontrou a solução correta ao igualá-lo ao rei assírio Senaqueribe (ver Tidal). Astour (1966) identificou os dois reis restantes dos textos de Quedorlaomer com Tuculti-Ninurta I da Assíria (ver Arioque) e com o Merodaque-Baladã II caldeu (ver Anrafel). O denominador comum entre esses quatro governantes é que cada um deles, independentemente, ocupou a Babilônia, oprimiu-a em maior ou menor grau e tirou suas sagradas imagens divinas, incluindo a estátua de seu deus principal Marduque; além disso, todos eles tiveram um fim trágico... Todas as tentativas de reconstruir a ligação entre os textos de Quedorlaomer e Gênesis 14 permanecem especulativas. No entanto, a evidência disponível parece consistente com a seguinte hipótese: Um judeu na Babilônia, versado na língua acadiana e na escrita cuneiforme, encontrou em uma das primeiras versões dos textos de Quedorlaomer certas coisas consistentes com seus sentimentos anti-babilônicos.
Acredita-se que as "tábuas de Quedorlaomer" sejam do século VII a.C. ou VI a.C., um milênio após a época de Hamurabi, mas aproximadamente na época em que se acredita que os principais elementos do Gênesis foram registrados. Outro estudioso proeminente considera uma relação entre a tabuinha e Gênesis especulativa, mas identifica Tudúlu como uma referência velada a Senaqueribe da Assíria, e Quedorlaomer, isto é, Cudur-Nacunte, como "uma lembrança de um rei de Elão do século XII a.C. que governou a Babilônia por um breve período."
A última tentativa séria de colocar um Abraão histórico no segundo milênio resultou da descoberta do nome Abiramu nos contratos da Babilônia de cerca de 2 000 a.C., mas esta linha de argumento perdeu sua força quando foi mostrado que o nome também era comum no primeiro milênio, deixando as narrativas patriarcais em uma cronologia bíblica relativa, mas sem uma âncora na história conhecida do Oriente Próximo.
Alguns estudiosos discordaram: Kitchen afirma que o único período histórico conhecido em que um rei de Elão, embora aliado de Larsa, conseguiu alistar um rei hitita e um rei de Esnuna como parceiros e aliados em uma guerra contra as cidades cananéias está no época da Antiga Babilônia em c. 1822-1 764 a.C.. É quando a Babilônia está sob o domínio de Hamurabi e Rim-Sim I controla Mari, que está ligada por meio do comércio aos hititas e outros aliados ao longo do Eufrates. Este comércio é mencionado nas cartas de Mari, uma fonte que documenta uma relação geopolítica desde quando os navios de Dilmum, Macã e Melua atracaram no cais de Acádia na época de Sargão. No período da Antiga Babilônia, c. 1822-1 764 a.C., Rim-Sim I reuniu reis da Siro-Anatólia cujos reinos estavam localizados no Eufrates em uma coalizão focada em Mari, cujo rei era Samsiadade I. Kitchen usa o contexto geopolítico, o preço dos escravos e a natureza dos convênios firmados por Abraão até datar os eventos que ele encontra. Ele vê as alianças, entre Abraão e os outros personagens encontrados em vários pontos das viagens do patriarca, como artefatos textuais datáveis que têm a forma de documentos legais que podem ser comparados à forma de documentos legais de diferentes períodos. De particular interesse é o relacionamento entre Abraão e sua esposa, Sara. Quando Sara prova ser estéril, ela oferece sua serva, Agar, a Abraão para fornecer um herdeiro. Este arranjo, junto com outros aspectos das alianças de Abraão, levou Kitchen a um intervalo de datas relativamente estreito que ele acredita estar alinhado com a época de Hamurabi.